# Neo-Confederados

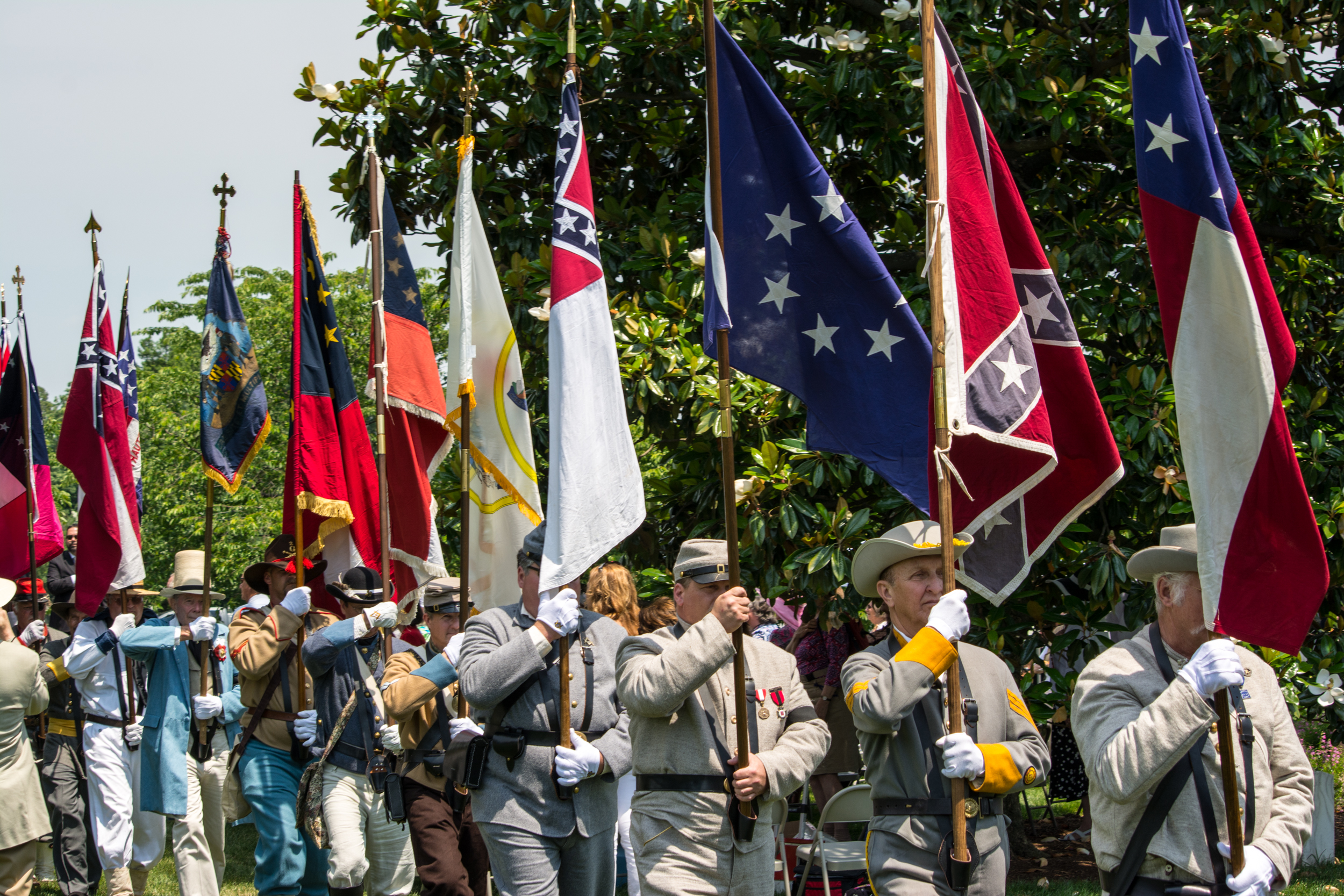
Maryland Sons of Confederate Veterans marchando no Cemitério Nacional de Arlington em 2014

Os neo-confederados são grupos e indivíduos que retratam os Estados Confederados da América e suas ações durante a Guerra Civil Americana de forma positiva. A Liga do Sul, os Filhos de Veteranos Confederados e outras organizações neo-confederadas continuam a defender a secessão dos antigos estados confederados.

## Etimologia
O historiador James M. McPherson usou o termo "comitês históricos neo-confederados" em sua descrição dos esforços empreendidos de 1890 a 1930 para que os livros didáticos de história apresentassem uma versão da Guerra Civil Americana na qual a secessão não era uma rebelião, os Confederados não lutaram pela escravidão, e o soldado confederado foi derrotado por números e recursos avassaladores. O historiador Nancy MacLean usou o termo "neo-confederação" em referência a grupos, como a Mississippi State Sovereignty Commission, que se formaram na década de 1950 para se opor às decisões da Suprema Corte dos Estados Unidos que exigiam integração racial, em particular o Brown v. Board of Education (1954). O ex-editor e co-proprietário do Southern Partisan Richard Quinn usou o termo quando se referiu a Richard T. Hines, ex-contribuidor do Southern Partisan e membro da administração de Ronald Reagan, como sendo "um dos primeiros neo-confederados a resistir aos esforços dos infiéis de derrubar a bandeira confederada". 
Um uso inicial do termo ocorreu em 1954. Em uma resenha de livro, Leonard Levy (mais tarde vencedor do Prêmio Pulitzer de História em 1968) escreveu: "A cegueira similar para a questão moral da escravidão, além de um ressentimento contra a ascensão do Negro e do industrialismo moderno, resultou na interpretação neo-confederada de Phillips, Ramsdell e Owsley". 
O historiador Gary W. Gallagher afirmou em uma entrevista que os neo-confederados não querem ouvi-lo quando ele fala "sobre o quão importante era manter o controle racial, supremacia branca, para o sul branco". Ele adverte, no entanto, que o termo neo-confederado pode ser usado em excesso, escrevendo: "Qualquer historiador que argumenta que o povo confederado demonstrou uma devoção robusta à sua república baseada na escravidão, possuía sentimentos de comunidade nacional e sacrificou mais do que qualquer outro segmento da sociedade branca na história dos Estados Unidos corre o risco de ser rotulado como neo-confederado". Ele adverte, no entanto, que o termo neo-confederado pode ser usado em excesso, escrevendo: "Qualquer historiador que argumente que o povo confederado demonstrou uma devoção robusta à sua república baseada na escravidão, possuía sentimentos de comunidade nacional e sacrificou mais do que qualquer outro segmento da sociedade branca na história dos Estados Unidos corre o risco de ser rotulado como neo-confederado."

## História

### Origens do movimento "Causa Perdida"
A "Causa Perdida" é o nome comumente dado a um movimento que busca reconciliar a existência da sociedade tradicional dos Estados do Sul com a derrota dos Estados Confederados da América no final da Guerra Civil Americana de 1861-1865. Aqueles que contribuem para o movimento tendem a retratar a causa da Confederação como nobre e também tendem a retratar a maioria dos líderes da Confederação como exemplos de cavalaria antiquada que foram derrotados pelos exércitos da União porque os exércitos da União usaram força avassaladora em vez de habilidades militares superiores. Eles acreditam que a história da Guerra Civil comumente retratada é uma "falsa história". Eles também tendem a condenar a Reconstrução, a era em que os afro-americanos foram autorizados a votar. 
Em seu site principal, os Sons of Confederate Veterans (SCV) falam em "garantir que uma verdadeira história do período de 1861-1865 seja preservada", afirmando que "[a] preservação da liberdade e da liberdade foi o fator de unificação nas vidas de nossos ancestrais e foi a causa da Confederação". O SCV critica o que chama de "mitos" em torno da Guerra Civil, que incluem a suposição de que a Guerra Civil foi travada para acabar com a escravidão.

## Grupos Neo-Confederados
- Abbeville Institute
- Council of Conservative Citizens
- Dixiecrats (States' Rights Democratic Party) (defunct)
- Flaggers (movement)
- Ku Klux Klan
- League of the South
  - Southern Party (division of the League of the South) (defunct)
- Sons of Confederate Veterans
- Southern Historical Society (defunct)
- United Daughters of the Confederacy
- Military Order of the Stars and Bars